# Gu Gu Ganmo
Gu Gu Ganmo (яп. Gu-Guガンモ Гу-Гу Гаммо) — сёнэн-манга, автором которой является Фудзихико Хосоно. Публиковалась издательством Shogakukan в журнале Weekly Shonen Sunday. Всего выпущено 12 томов. По мотивам манги студией Toei Animation был выпущен аниме-сериал, который транслировался по телеканалу Fuji TV 18 марта 1984 года по 17 марта 1985 года. Всего выпущено 50 серий аниме. Сериал был также дублирован на французском языке. По результатам голосования TV Asahi в 2006 году аниме Gu Gu Ganmo вошло в список 100 любимых аниме в Японии.

## Сюжет
Концепция сюжета во многом схожа с Doraemon и Obake no Q-Taro, согласно которому маленький и озорной инопланетянин Ганмо, похожий на цыплёнка попадает на Землю и дружится с Ханпэйтой, который помогает ему приспособится к жизни на Земле. Ганмо не хочет в глазах своих новых опекунов казаться нахлебником и лентяем, и поэтому решает стать «цыплёнком на побегушках», всячески помогая Ханпэте в домашнем хозяйстве, однако из-за своей неуклюжести, Ганмо только всё портит и постоянно ввязывает в неприятные ситуации окружающих.

## Роли озвучивали
- Кадзуко Сугияма — Гаммо
- Сигэру Тиба — Дежа Вю
- Юко Мита — Линда
- Ю Мидзусима — Касио
- Томоко Оцука — Цукунэ
- Мики Такахаси — Аюми Итигая
- Маюми Танака — Ханпэйта